# Mon dernier rêve sera pour vous
Mon dernier rêve sera pour vous est un roman biographique de Jean d'Ormesson publié en 1982 aux éditions Jean-Claude Lattès.

## Résumé
Jean d'Ormesson fait le récit de la vie sentimentale, politique et littéraire de François-René de Chateaubriand en s'attachant au côté séducteur de l'écrivain.

## Éditions
- Mon dernier rêve sera pour vous, Éditions JC Lattès, coll. « Romans contemporains », 1993 (1re éd. 1982), 444 p. (ISBN 2-7096-4092-9 et 9782709640923, lire en ligne)